# Alsbos
Alsbos är en skog i Belgien.   Den ligger i provinsen Liège och regionen Vallonien, i den östra delen av landet, 100 kilometer öster om huvudstaden Bryssel.
Omgivningarna runt Alsbos är en mosaik av jordbruksmark och naturlig växtlighet. Runt Alsbos är det ganska tätbefolkat, med 239 invånare per kvadratkilometer.